# 特爾西瓦峰

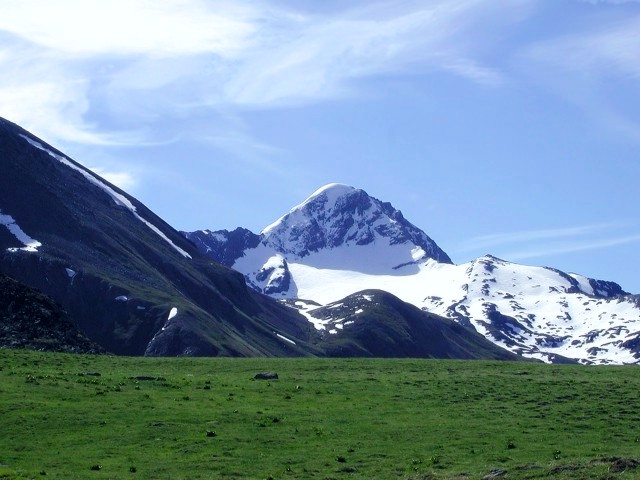

45°37′18″N 7°28′31″E / 45.621602°N 7.475252°E
特爾西瓦峰（義大利語：Punta Tersiva），是意大利的山峰，位於該國西北部，由瓦萊達奧斯塔大區負責管轄，屬於格拉耶山的一部分，海拔高度3,512米，人類在1842年首次登頂。